# Cecilia Bowes-Lyon, grevinna av Strathmore och Kinghorne
Cecilia Nina Bowes-Lyon, grevinna av Strathmore och Kinghorne, född Cavendish-Bentinck 11 september 1862, död 23 juni 1938 var mormor till drottning Elizabeth II, och mormorsmor till kung Charles III.

## Uppväxt
Cecilia Bowes-Lyon föddes i stadsdelen Belgravia i City of Westminster i centrala London 11 september 1862. Hennes far var prästen Charles William Frederick Cavendish-Bentinck, sonson till premiärminister William Cavendish-Bentinck, 3:e hertig av Portland. Hennes mor var Louisa Cavendish-Bentinck, född Burnaby.

## Äktenskap
Cecilia Bowes-Lyon gifte sig den 16 juli 1881 med Claude Bowes-Lyon, 14:e earl av Strathmore och Kinghorne. De fick 10 barn, däribland Elizabeth Bowes-Lyon, som blev drottning av Storbritannien 1936 som maka till kung Georg VI av Storbritannien.
Till deras ägor hörde Glamis Castle och St Paul's Walden Bury. Under Första världskriget tjänade Glamis Castle som ett konvalescenthem för skadade soldater, och hon hjälpte till där.

## Barn
Grevinnan fick 10 barn mellan 1882 och 1902. Den äldsta dottern, Violet Hyacinth Bowes-Lyon, avled bara 11 år gammal, av difteri. Sonen John Bowes-Lyon blev far till Anne Bowes-Lyon, som blev prinsessa av Danmark i sitt andra äktenskap med Prins Georg Valdemar av Danmark. Hennes nionde barn, Elizabeth Bowes-Lyon blev drottning av Storbritannien då hennes make tillträdde tronen som George VI.

## Sjukdom och död
Cecilia Bowes-Lyon fick cancer, men hon överlevde efter att hon genomgick en hysterektomi 1921. I april 1938 gifte sig hennes barnbarn Anne Bowes-Lyon med Thomas, Viscount Anson. Under bröllopet fick grevinnan av Strathmore och Kinghorne en hjärtinfarkt, och hon avled 8 veckor senare. Hon begravdes 27 juni 1938 vid Glamis Castle.